# Manuel Ángel González Sponga
Manuel Ángel González Sponga (Guatire, Estado Miranda, 30 de abril de 1929-Caracas, 1 de marzo de 2009) fue un zoólogo venezolano dedicado al estudio sistemático y taxonómicos de los Arácnidos de Venezuela. Biólogo, aracnólogo y docente.